# ويليام جي. ويبستر
ويليام جي. ويبستر (بالإنجليزية: William G. Webster)‏ هو عسكري أمريكي، ولد في 3 يوليو 1951 في باتون روج في الولايات المتحدة.